# Лаконія (Нью-Гемпшир)
Лаконія (англ. Laconia) — місто (англ. city) в США, в окрузі Белкнеп штату Нью-Гемпшир. Населення — 16 871 особа (2020).

## Географія
Лаконія розташована за координатами 43°34′35″ пн. ш. 71°28′52″ зх. д. / 43.57639° пн. ш. 71.48111° зх. д. (43.576423, -71.481025).  За даними Бюро перепису населення США в 2010 році місто мало площу 68,84 км², з яких 51,94 км² — суходіл та 16,89 км² — водойми.

## Демографія
Згідно з переписом 2010 року, у місті мешкала 15 951 особа в 6838 домогосподарствах у складі 4065 родин. Густота населення становила 232 особи/км².  Було 9879 помешкань (144/км²).
Расовий склад населення:
| - 94,5 % — білих - 2,5 % — азіатів - 0,9 % — чорних або афроамериканців - 0,3 % — корінних американців |

До двох чи більше рас належало 1,5 %. Частка іспаномовних становила 1,6 % від усіх жителів.
За віковим діапазоном населення розподілялося таким чином: 20,4 % — особи молодші 18 років, 61,5 % — особи у віці 18—64 років, 18,1 % — особи у віці 65 років та старші. Медіана віку мешканця становила 43,0 року. На 100 осіб жіночої статі у місті припадало 91,1 чоловіків;  на 100 жінок у віці від 18 років та старших — 88,0 чоловіків також старших 18 років.
Середній дохід на одне домашнє господарство  становив 68 003 долари США (медіана — 50 000), а середній дохід на одну сім'ю — 79 385 доларів (медіана — 64 330). Медіана доходів становила 47 530 доларів для чоловіків та 34 958 доларів для жінок. За межею бідності перебувало 17,6 % осіб, у тому числі 31,5 % дітей у віці до 18 років та 9,1 % осіб у віці 65 років та старших.
Цивільне працевлаштоване населення становило 7457 осіб. Основні галузі зайнятості: освіта, охорона здоров'я та соціальна допомога — 24,2 %, роздрібна торгівля — 14,4 %, виробництво — 11,4 %, науковці, спеціалісти, менеджери — 10,7 %.